# دیوید گیل
دیوید ای.گیل (به انگلیسی: David A. Gill) (۵ اوت ۲۰۱۰) مدیر اجرایی باشگاه منچستر یونایتد می‌باشد.وی هم‌چنین از اعضای اتحادیه فوتبال انگلستان و نایب رئیس گروه ۱۴ است.